# Bandera del orgullo intersexo
La bandera del orgullo intersexual fue creada en julio de 2013 por Morgan Carpenter, de Intersex Human Rights Australia (entonces conocida como Organisation Intersex International Australia -Organización Internacional Intersexual de Australia) para crear una bandera "que no es derivada, pero aún está firmemente basada en el significado". El círculo se describe como "ininterrumpido y sin adornos, que simboliza la integridad, y nuestras potencialidades. Todavía estamos luchando por la autonomía corporal y la integridad genital, y esto simboliza el derecho a ser quién y cómo queremos ser, de amar a quien queramos amar y ser libres.".
La organización lo describe como de libre acceso "para uso de cualquier persona u organización intersexual que desee utilizarlo, en un contexto comunitario que afirma los derechos humanos".

## Uso
La bandera ha sido utilizada por una variedad de medios y organizaciones de derechos humanos. En junio de 2018, activistas intersexuales participaron en el Orgullo del Canal de Utrecht, agitando la bandera. 
En mayo de 2018, Nueva Zelanda se convirtió en el primer país donde se levantó la bandera intersexual fuera del parlamento nacional.

## Galería

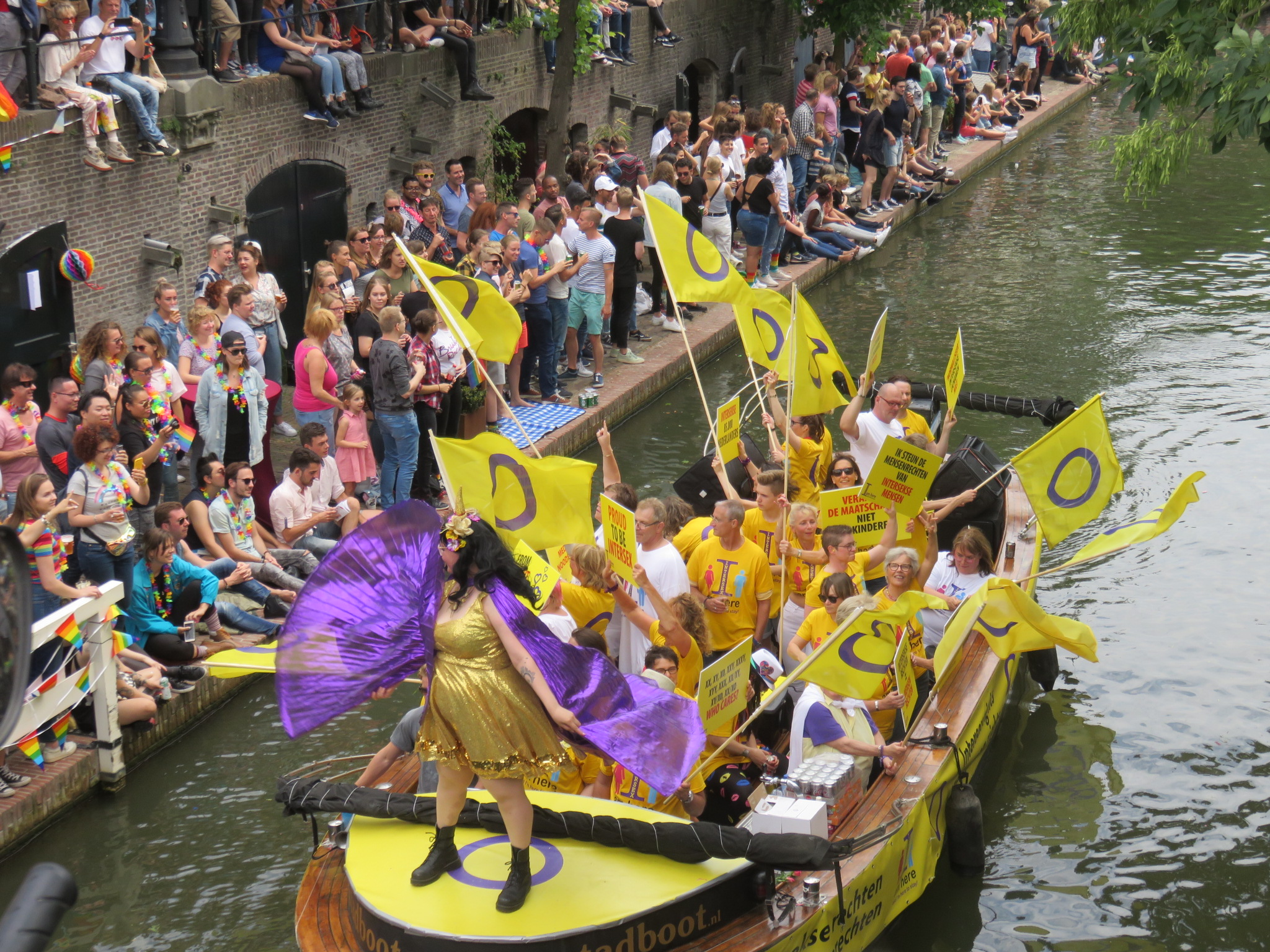
Activistas intersexuales en un bote en el Orgullo del Canal de Utrecht en los Países Bajos, el 16 de junio de 2018
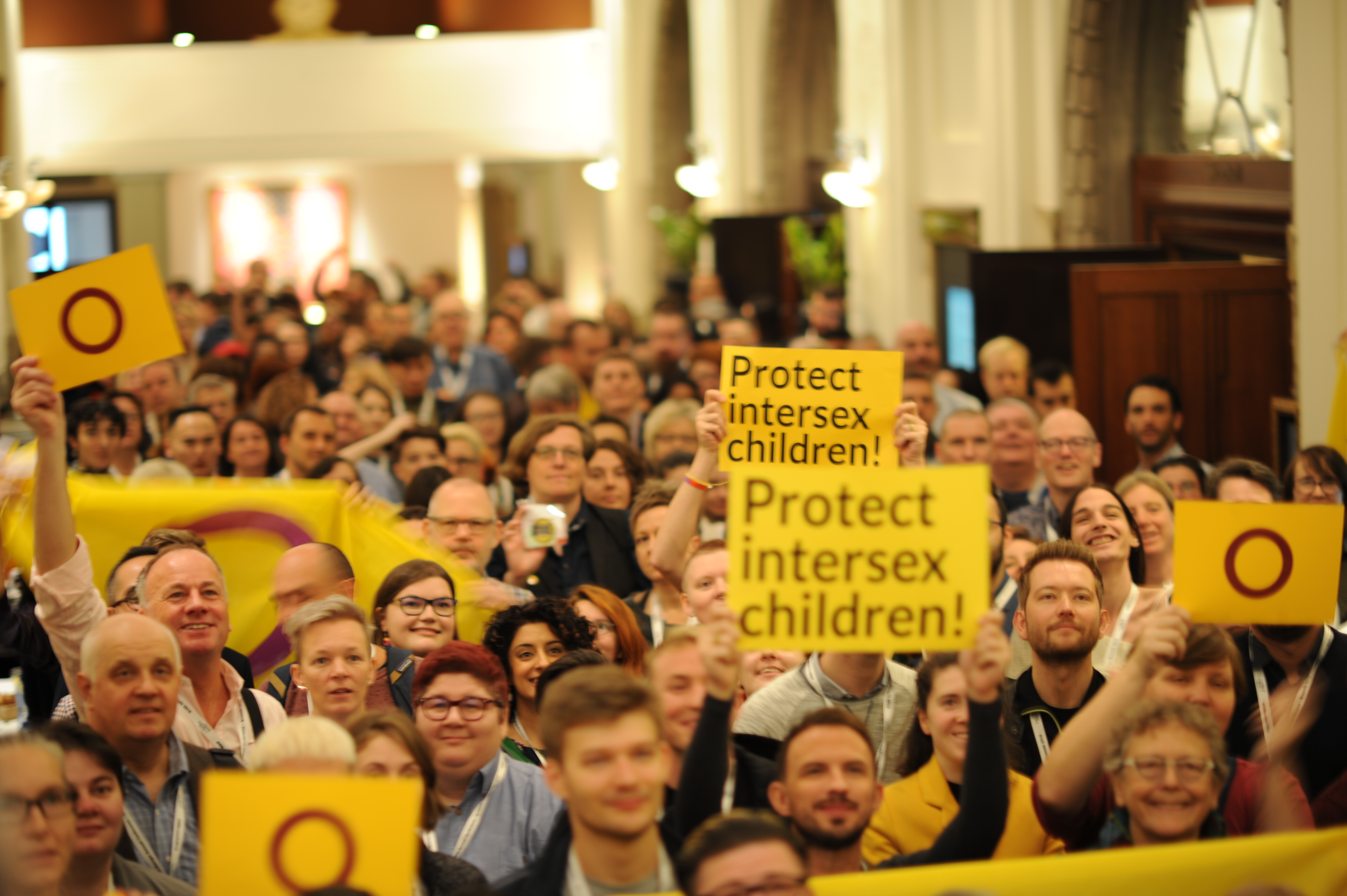
Participantes de la conferencia ILGA-Europa 2018 en el Día de la Conciencia Intersex, 2018
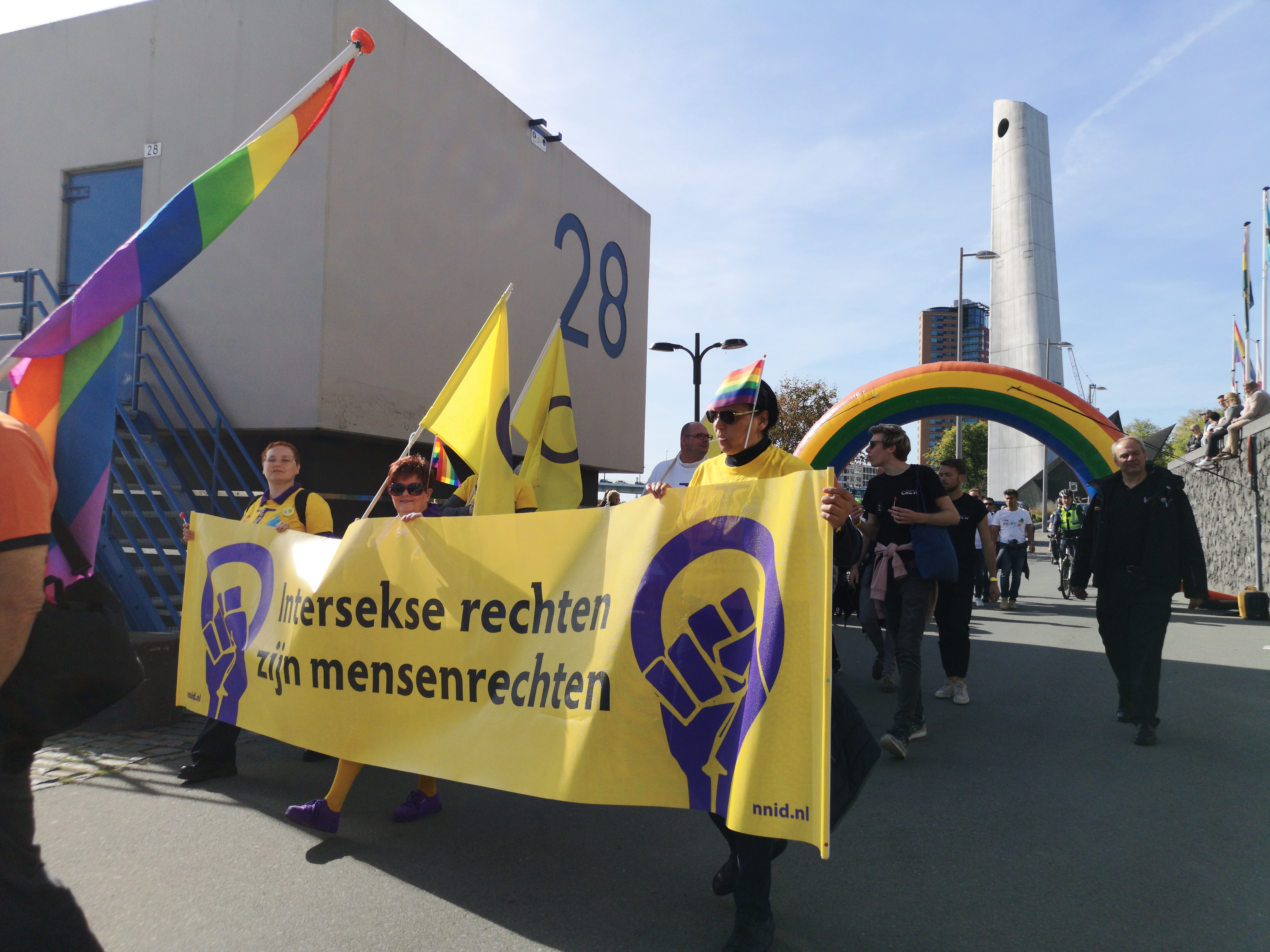
Orgullo de Rotterdam, Países Bajos, 2018
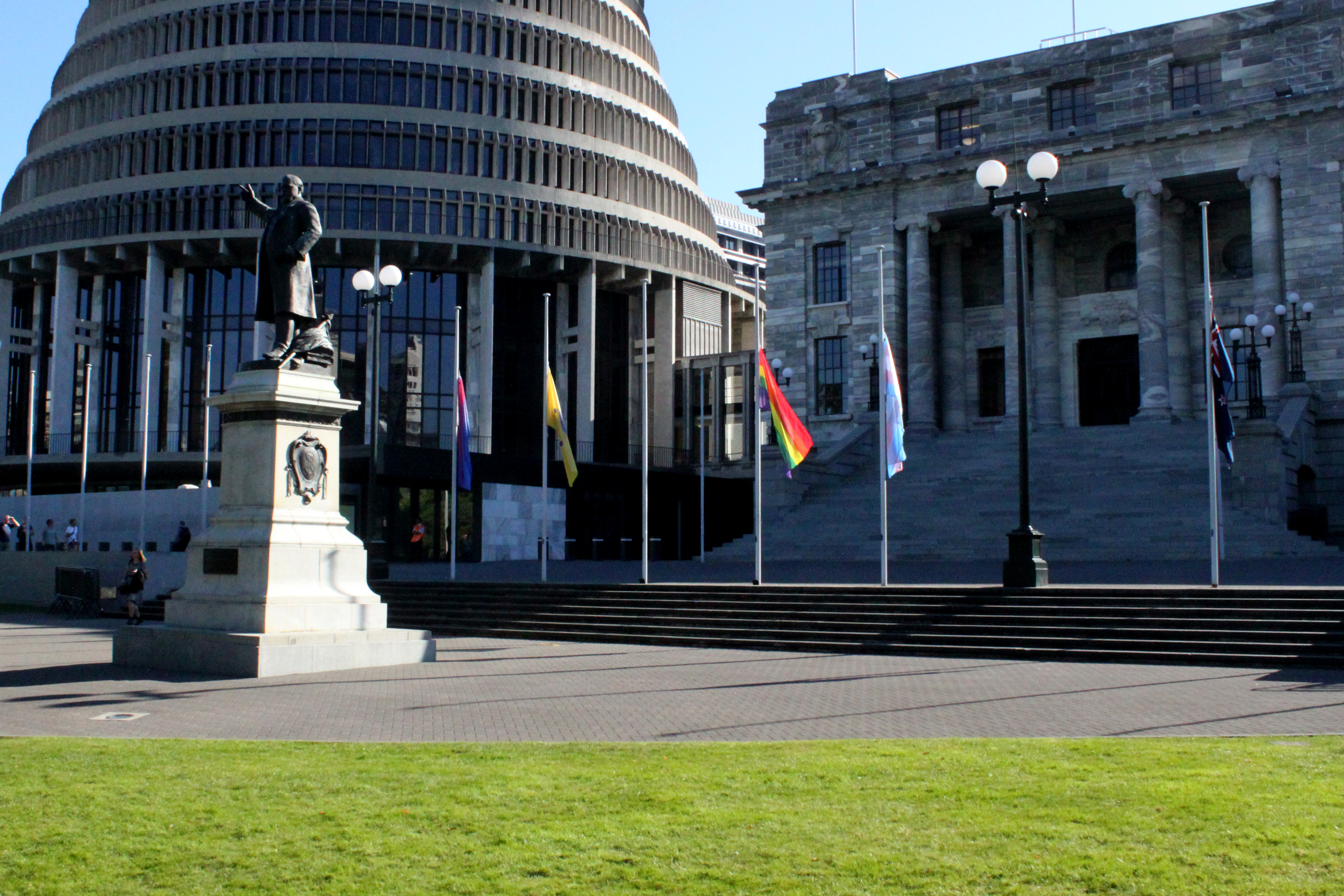
Fuera de los edificios del Parlamento de Nueva Zelanda, el 18 de marzo de 2019, flameó a media asta en memoria de los muertos en los atentados de Christchurch el 15 de marzo de 2019.